# César Chávez (pel·lícula)
César Chávez és una pel·lícula mexicana-estatunidenca del 2014 produïda i dirigida per Diego Luna sobre la vida del líder obrer estatunidenc César Chávez, que va cofundar el sindicat United Farm Workers. La pel·lícula és protagonitzada per Michael Peña com Chávez. John Malkovich protagonitza el propietari d'una gran granja industrial de raïm que lidera l'oposició als esforços organitzatius de Chávez. Es va estrenar a la secció Berlinale Special Galas del 64è Festival Internacional de Cinema de Berlín.

## Sinopsi
La pel·lícula segueix els esforços de Cèsar Chávez per organitzar 50.000 treballadors agrícoles a Califòrnia. Alguns d'ells eren braceros: els treballadors temporals de Mèxic tenien permís per viure i treballar als Estats Units a l'agricultura, i havien de tornar a Mèxic si deixaven de treballar. Les condicions laborals són molt deficients per als treballadors agrícoles, que també pateixen racisme i brutalitat a mans dels empresaris i dels californians locals.
Per ajudar els treballadors, César Chávez (Michael Peña) forma un sindicat conegut com a United Farm Workers (UFW). Els propietaris de les grans granges industrials on treballen els treballadors agrícoles s'oposen als esforços de Chávez, de vegades violentament. La pel·lícula toca diverses campanyes no violentes importants de la UFW: la vaga del raïm de Delano, la vaga de Salad Bowl i la marxa de Modesto de 1975.

## Repartiment
- Michael Peña as César Chávez
- America Ferrera - Helen Chávez
- Rosario Dawson - Dolores Huerta
- Darion Basco - Larry Itliong
- Yancey Arias - Gilbert Padilla
- Wes Bentley - Jerry Cohen
- Michael Cudlitz - Sherriff Smith
- Gabriel Mann - Bogdanovich Junior
- John Malkovich - Bogdanovich Senior
- Mark Moses - Fred Ross
- Jacob Vargas - Richard Chavez
- Julian Sands - Victore Representative
- Gael García Bernal (cameo)[2]
- Héctor Suárez (cameo)

## Producció

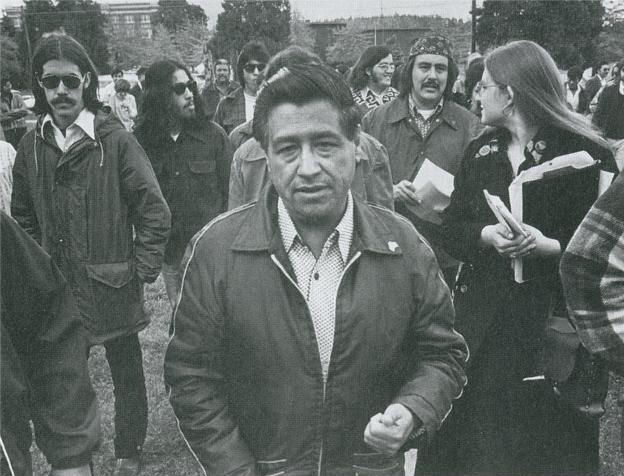
César Chávez en una protesta pública en suport del Colegio César Chávez el 1974.

### Personal de guió i producció
Tot i que s'han escrit nombrosos llibres, articles de revistes i estudis acadèmics sobre César Chávez, aquest és el primer llargmetratge sobre el líder obrer. Keir Pearson, que va escriure el guió nominat a l'Oscar per a la pel·lícula Hotel Rwanda del 2004, va escriure Chavez. Molts escriptors i productors havien intentat durant anys obtenir els drets de la història de la vida de Chávez, però van fracassar. Pearson va negociar dos anys amb els hereus de Chávez abans que ell i el seu company de producció, el productor de televisió Larry Meli, aconseguissin els drets sobre la vida de Chávez el 2011. Pearson afirma que el seu guió se centra en els aspectes positius de la personalitat, la vida familiar i els èxits públics de Chávez. però no és un rentat de cara. Pearson i els productors van revisar el guió amb la família Chavez. Molts dels comentaris fets per la família, així com anècdotes explicades per ells, van incloure'ls al guió. Pearson també va confiar molt en el material d'arxiu de la Fundació Cesar Chávez. El guió se centra principalment en els boicots i les vagues del raïm dels anys seixanta i principis dels setanta.
Entre els productors de Chávez hi ha Diego Luna, Gael Garcia Bernal i Pablo Cruz (tots directors de Canana Films); John Malkovich, Lianne Halfon i Russell Smith (directors de la productora de Malkovich, Mr. Mudd); l'escriptor Keir Pearson; i el productor de televisió Larry Meli. El juny de 2012, la productora Participant Media va comprar els drets de distribució nord-americans de la pel·lícula i s'hi van afegir Jeff Skoll i Jonathan King de Participant Media com a productors executius.
Chávez està dirigit per Diego Luna. La pel·lícula és només la segona pel·lícula de Luna i és la seva primera pel·lícula l'idioma principal del qual és l'anglès. Luna va dir que dirigir tant en anglès (per als actors principals) com en castellà (per als extres) va ser una lluita.

### Càsting

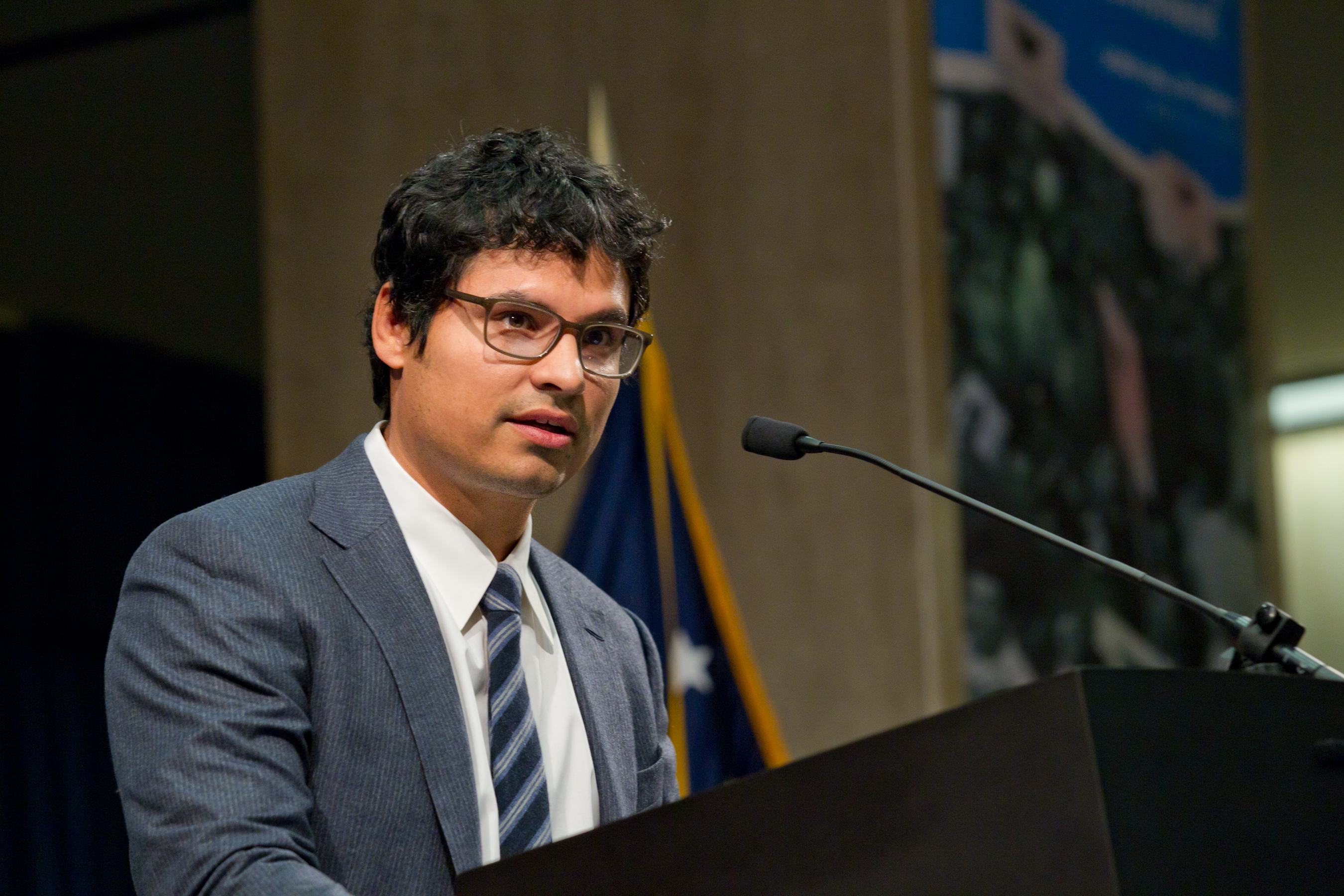
Michael Peña fou mestre de cerimònies en la introducció del moviment sindical agrari al Labor Hall of Honor i dedicació de l'Auditori Memorial Cesar E. Chavez al Departament de Treball dels Estats Units al març de 2012.

Michael Peña, nascut a Chicago, interpreta a Chávez, el líder obrer mexicà-americà nascut a Yuma (Arizona) el 1927. Peña diu que no sabia gairebé res sobre Cesar Chávez abans de prendre el paper. El seu pare, un pagès mexicà que va emigrar als Estats Units, gairebé va plorar quan Peña li va dir que anava a interpretar a Cesar Chávez. Peña diu que va estudiar extensament els registres històrics per conèixer millor Chávez. Com que Peña té els cabells molt curts, va haver de portar una perruca durant la producció.
America Ferrera va ser escollida per interpretar Helen, l'esposa de Cesar Chávez, que va interpretar un paper tranquil entre bastidors a l'obra de Chávez. En contrast amb Michael Peña, Ferrera (que va néixer a Los Angeles, Califòrnia, de pares que havien emigrat des d'Hondures) va dir que havia après molt sobre qui era Cesar Chávez quan era a l'escola. Ferrera va dir que es va reunir diverses vegades amb Helen Chávez per obtenir més informació sobre el seu paper en el moviment de treballadors agrícoles. Ferrera diu que va saber que Helen Chávez va empènyer fort el seu marit a mantenir viu el moviment dels treballadors agrícoles, tot criant vuit fills. Ferrera va anomenar el paper "descoratjador".
Rosario Dawson va ser escollida com a Dolores Huerta, la filla d'un activista sindical nascuda a Nou Mèxic i assemblea de l'estat de Nou Mèxic que va cofundar United Farm Workers amb Chávez. Dawson va admetre que no sabia molt de Dolores Huerta quan va assumir el paper. Però, diu, va parlar amb Huerta per investigar el paper i, com més va aprendre, més la va impressionar. També va admetre que estava "una mica espantada per assegurar-me d'encartar-lo". Huerta ha expressat la seva felicitat pel fet que Dawson assumís el paper.
John Malkovich es va implicar amb Chávez a través del seu paper de productor. Diego Luna el va convèncer perquè assumís el paper d'un viticultor abusiu. Malkovich va acceptar el paper perquè admirava l'anterior pel·lícula de Luna i desitjava participar explicant una història important sobre la justícia. L'actor Gabriel Mann interpreta a un altre productor agrícola abusiu. Mann diu que va assumir el paper perquè considerava que era una història oportuna que parlava del que passa quan els treballadors no tenen protecció sindical.

### Locacions i notes
La major part de la pel·Lícula va ser rodada a Mèxic. En part, Mèxic oferia uns costos de producció molt més baixos i era on vivien i treballaven la majoria dels productors. A més moltes parts de les zones rurals i urbanes de Mèxic segueixen tenint l'aspecte de Califòrnia als anys seixanta, cosa que va resultar vital per obtenir un sentit del realisme visual de la pel·lícula. Una part de la imatge es va filmar a Hermosillo. La ciutat, que és ètnicament diversa, va ser capaç de proporcionar un gran nombre d'actors d'aspecte anglo per retratar americans no hispans. Es van reclutar treballadors dels nombrosos restaurants xinesos d'Hermosillo per retratar els treballadors agrícoles filipins que Chávez també va intentar organitzar. La biblioteca pública art déco de la ciutat va ser la seu d'una de les grans empreses agrícoles que tractava Chávez, i un camp de 160 acres (160.000 m2) a l'exterior d'Hermosillo servia de granja a prop de Delano (Califòrnia). Les escenes dels camps de raïm es van filmar a les vinyes de l'estat mexicà de Sonora, on els viticultors encara posen les vinyes sobre creus de fusta, com feien els californians als anys seixanta. La producció va construir barraques als camps de raïm sonorencs per reproduir l'habitatge dels treballadors migrants a Califòrnia als anys seixanta. El rodatge als camps de raïm de Sonora va ser difícil. La producció es va veure afectada per tempestes de pols i un gran nombre d'insectes. També feia una calor terrible, i alguns actors es van esfondrar al plató per deshidratació.
La precisió històrica era important per als cineastes. A més de triar ubicacions que semblaven a Califòrnia als anys seixanta, als actors se'ls va ensenyar a parlar en un dialecte xicano típic de finals dels anys seixanta i principis dels setanta. L'entrenadora del dialecte, Claudia Vázquez, diu que el dialecte és molt diferent de l'anglès espanyol i anglès que parlen molts mexicans americans a Califòrnia actualment.
La pel·lícula tenia un pressupost de producció de 10 milions de dòlars, gairebé tots provinents d'inversors mexicans.

## Recepció
César Chávez va rebre una recepció mixta de la crítica en ser estrenada. Actualment té una puntuació del 38% a Rotten Tomatoes basada en 73 comentaris, amb una puntuació mitjana de 5,6/10. El consens crític del lloc web afirma: "Molt admirat de les grans obres del seu tema per presentar-lo com a ésser humà, Cesar Chávez es conforma amb una hagiografia trillada". A Metacritic, la pel·lícula té una puntuació de 51 sobre 100, basada en 26 crítiques, que indiquen "crítiques mixtes o mitjanes" de la crítica. Una crítica negativa, de l'historiador Matt Garcia, va expressar que la pel·lícula es concentra massa en la creació d'herois i evita la crítica i la complexitat, però ofereix que això és una limitació del gènere biopic. No obstant això, el crític Owen Gleiberman, en la seva crítica positiva de la pel·lícula, va afirmar que "no podia ser més oportuna".
La pel·lícula fou criticada per la Filipino American National Historical Society, per disminuir el paper dels treballadors agraris filipins estatunidencs. Matt Garcia, al Smithsonian Magazine, va anar més enllà en les seves crítiques a la pel·lícula per la disminució del paper d'altres activistes obrers mexicans estatunidencs, així com dels nombrosos voluntaris i organitzadors blancs que van ajudar Chávez i la vaga. Una altra crítica de la pel·lícula va ser que la seva producció era insuficientment xicana.